# Federica Abbate
Federica Abbate (Milano, 23 gennaio 1991) è una cantautrice, compositrice e paroliera italiana.

## Biografia
Nipote del paroliere Gaspare Gabriele Abbate (che spesso usava lo pseudonimo Gabba), autore di successi come Mambo Italiano e È l'uomo per me, ha iniziato a suonare il pianoforte a partire dall'età di cinque anni, iniziando a comporre a otto anni. Laureata all'Università Cattolica del Sacro Cuore con il massimo dei voti in Sociologia, nel 2013 ha vinto il premio Bianca d'Aponte - Città di Aversa con il brano Dammi ancora.
Nel 2013 ha vinto il Tour Music Fest nella categoria cantautori e anche il talent per autori di canzoni Genova x voi con il brano Inconsistente, che le ha procurato un contratto come autrice per la Universal Music Publishing. Messa sotto contratto dalla Universal, dal 2014 ha scritto diversi brani per artisti come Anna Tatangelo, Giusy Ferreri, Il Volo, Deborah Iurato, Fedez e Francesca Michielin.
Ha raggiunto la notorietà nazionale in Italia nel 2015, scrivendo testo e musica di singoli di successo come L'amore eternit di Fedez e Noemi e In radio di Marracash, brano al quale ha partecipato anche in veste di cantante. La consacrazione è arrivata con il brano Roma-Bangkok di Baby K feat. Giusy Ferreri, risultato il più venduto in Italia in quell'anno; il singolo divenne in seguito il secondo brano italiano nella storia a raggiungere il disco di diamante.
Nel 2016 si è riproposta nuovamente con Marracash, partecipando in veste di cantante al singolo Niente canzoni d'amore, che ha raggiunto la posizione 97 della Top Singoli ottenendo poi il triplo disco di platino dalla FIMI. Ha scritto insieme a Cheope, Fabio Gargiulo e Francesca Michielin il brano Nessun grado di separazione, interpretato dalla stessa Francesca Michielin al Festival di Sanremo 2016. Il brano si classifica al secondo posto della sezione Campioni, rappresentando in seguito l'Italia all'Eurovision Song Contest 2016 tenuto a Stoccolma, dove si è classificato sedicesimo.
Il 29 marzo 2016 ha firmato un contratto per il suo primo disco con la Carosello Records, pubblicando come primo singolo Fiori sui balconi. Nello stesso anno è stata vocal coach a The Voice of Italy nel team di Emis Killa, oltre a far parte dei professori di Area Sanremo 2016, insieme ad Ermal Meta, Lorenzo Fragola, Francesca Michielin, Beppe Vessicchio e Niccolò Agliardi. Il 28 ottobre dello stesso anno esce l'album Combattente di Fiorella Mannoia, nel quale sono presenti tre brani scritti dall'autrice. Sempre nel 2016 ha scritto insieme a Cheope, Giuseppe Anastasi il brano Il diario degli errori, interpretato da Michele Bravi al Festival di Sanremo 2017, che ha raggiunto il quarto posto nella serata conclusiva della manifestazione.
Alcuni suoi brani sono stati scelti come colonna sonora di diversi film: il brano Scusa di Izi e Moses Sangare per il film Zeta - Una storia hip-hop, il brano Corri di Marianne Mirage per Il fulgore di Dony, il brano Ho perso il mio amore di Arisa per il film La verità, vi spiego, sull'amore e il brano Semplice di Elodie per il film Non c'è campo.
È stata la special guest di Michele Bravi nella sua prima tournée Anime di carta tour – nuove pagine, organizzata da Vivo Concerti. Per l'occasione lancia il secondo brano inedito A me ci pensi mai.
Nel 2018 ha pubblicato il singolo Mi contraddico. Il 18 maggio dello stesso anno è uscito il suo primo EP, In foto vengo male, prodotto da Takagi & Ketra. Il disco è stato anticipato dal terzo singolo Pensare troppo mi fa male, in collaborazione con Marracash e presentato il 22 e il 24 giugno in Piazza del Popolo a Roma, in occasione della sesta edizione del Summer Festival, che ha visto l'artista vincitrice nella sezione Giovani. Nello stesso anno ha collaborato con Carl Brave nel brano La cuenta, contenuto nell'album Notti brave e in seguito entrato alla posizione 46 della Top Singoli. È stata tra i 69 finalisti del concorso canoro Sanremo Giovani con il brano Finalmente e ha firmato il brano Con te dovunque al mondo di Maryam Tancredi, vincitrice della quinta edizione del talent show The Voice of Italy e anche lei finalista di Sanremo Giovani. Mentre il brano Con te dovunque al mondo non è riuscito ad accedere alla fase successiva, Abbate con il brano Finalmente, riesce ad arrivare tra i ventiquattro finalisti, classificandosi seconda nella prima delle due semifinali e vincendo il premio della critica.
Nel 2019 è stata scelta da Alessandra Amoroso per aprire i concerti di Milano, Bologna e Roma. Nello stesso anno è stata tra i venti finalisti di Sanremo Giovani con il brano I sogni prima di dormire, ma non ha passato la semifinale venendo eliminata dal cantante Fasma.
Nel 2023 è stata co-autrice di tre brani in gara al Festival di Sanremo 2023: Un bel viaggio degli Articolo 31, Due di Elodie e Supereroi di Mr. Rain. Il 4 settembre dello stesso anno ha annunciato l'uscita del suo primo album d'inediti, Canzoni per gli altri, anticipato dall'omonimo singolo in collaborazione con Elisa.
Nel 2025 è stata co-autrice di sette brani in gara al Festival di Sanremo 2025: Febbre di Clara, Demoni di Emis Killa (il quale è stato poi escluso in seguito al ritiro del rapper), Battito di Fedez, Eco di Joan Thiele, Fuorilegge di Rose Villain, Amarcord di Sarah Toscano e Anema e core di Serena Brancale.

## Discografia
- 2023 – Canzoni per gli altri

## Partecipazioni a manifestazioni canore
- Sanremo Giovani (Rai 1)
  - 2018 – 2º posto con Finalmente

## Riconoscimenti
- Billboard Italia Women in Music
  - 2024 – Premio cantautrice dell'anno[26]
- Città di Aversa
  - 2013 – Premio Bianca d'Aponte con Dammi ancora[5]
- Genova x voi
  - 2013 – Premio per Inconsistente[6]
- Sanremo Giovani
  - 2018 – Vincitrice del premio della critica della dodicesima edizione con Finalmente
- Summer Festival
  - 2018 – Vincitrice della sesta edizione nella sezione "Giovani"
- Tour Music Fest
  - 2013 – Vincitrice della settima edizione nella categoria "Cantautori"